# Campeonato Catarinense de Futebol de 2024 - Série B
O Campeonato Catarinense de Futebol de 2024 - Série B foi a 38ª edição do segundo nível do futebol catarinense. Realizada e organizada pela Federação Catarinense de Futebol, a competição foi disputada por dez clubes desde maio.
O título do torneio ficou com a equipe do Caravaggio após vencer o Santa Catarina na final. As duas equipes garantiram o acesso ao Campeonato Catarinense de 2025 - Série A.

## Regulamento
A competição foi dividida em duas fases: a inicial em pontos corridos e a final em jogos de mata-mata.

### Primeira fase e fase final
Na primeira fase todas as equipes se enfrentam entre si em turno único. Os dois primeiros avançam direto para a semifinal. Haverá uma fase intermediária, no qual o 3º colocado enfrenta o 6º e o 4º encara o 5º. Os dois classificados da fase intermediária enfrentam os dois primeiros na semifinal.
O campeão e o vice disputarão a série A do Campeonato Catarinense de 2025. As quatro esquipes que ficarem melhores posicionadas no final do campeonato, também terão o direito a vaga na Copa Santa Catarina de 2025.

### Rebaixamento
As duas equipes que ao final da primeira fase, em pontos corridos, terminarem na 9ª e na 10º colocação estarão rebaixadas e disputarão a série C em 2025.

## Equipes participantes
| Atlético Catarinense | Criciúma       | Mário Balsini              | 4 500 | 0               |
| Blumenau | Blumenau       | João Marcatto              | 5 270 | 1 (1987)        |
| Camboriú | Camboriú       | Nações                     | 4 100 | 1 (2011)        |
| Caravaggio | Nova Veneza    | Montanha                   | 2 273 | 0               |
| Carlos Renaux | Brusque        | Augusto Bauer              | 5 000 | 0               |
| Guarani de Palhoça | Palhoça        | Renato Silveira            | 2 081 | 2 (2003 e 2012) |
| Juventus de Jaraguá | Jaraguá do Sul | João Marcatto              | 5 270 | 0               |
| Metropolitano | Blumenau       | Hermann Aichinger          | 3 000 | 1 (2018)        |
| Santa Catarina | Rio do Sul     | Alfredo João Krieck        | 7 000 | 0               |
| Atlético Tubarão | Tubarão        | Domingos Silveira Gonzales | 3 161 | 0               |
| Atlético Catarinense Blumenau Camboriú Caravaggio Carlos Renaux Guarani de Palhoça Juventus de Jaraguá Metropolitano Santa Catarina Atlético TubarãoLocalização das equipes participantes. |                |                            |       |                 |

## Primeira fase
| Pos | Equipes              | Pts | J | V | E | D | GP | GC | SG | %  | Zona de classificação             |
| --- | -------------------- | --- | - | - | - | - | -- | -- | -- | -- | --------------------------------- |
| 1   | Santa Catarina       | 19  | 9 | 5 | 4 | 0 | 13 | 6  | +7 | 70 | Classificados a semifinal         |
| 2   | Caravaggio           | 17  | 9 | 5 | 2 | 2 | 16 | 9  | +7 | 63 | Classificados a semifinal         |
| 3   | Carlos Renaux        | 16  | 9 | 4 | 4 | 1 | 10 | 6  | +4 | 59 | Classificados aos playoffs        |
| 4   | Atlético Tubarão     | 15  | 9 | 4 | 3 | 2 | 14 | 7  | +7 | 56 | Classificados aos playoffs        |
| 5   | Juventus de Jaraguá  | 12  | 9 | 3 | 3 | 3 | 11 | 12 | −1 | 44 | Classificados aos playoffs        |
| 6   | Camboriú             | 11  | 9 | 3 | 2 | 4 | 6  | 9  | −3 | 41 | Classificados aos playoffs        |
| 7   | Blumenau             | 8   | 9 | 2 | 2 | 5 | 12 | 18 | −6 | 30 |                                   |
| 8   | Metropolitano        | 8   | 9 | 1 | 5 | 3 | 6  | 10 | −4 | 30 |                                   |
| 9   | Guarani de Palhoça   | 7   | 9 | 1 | 4 | 4 | 4  | 7  | −3 | 26 | Rebaixados para a Série C de 2025 |
| 10  | Atlético Catarinense | 6   | 9 | 1 | 3 | 5 | 7  | 15 | −8 | 22 | Rebaixados para a Série C de 2025 |

## Fase final
Em itálico, as equipes que possuem o mando de campo no primeiro jogo do confronto e em negrito as equipes classificadas.

### Playoffs
| Equipe 1         | Total       | Equipe 2            | 1.º jogo | 2.º jogo |
| ---------------- | ----------- | ------------------- | -------- | -------- |
| Carlos Renaux    | 1–1 (3–4 p) | Camboriú            | 1–0      | 0–1      |
| Atlético Tubarão | 1–2         | Juventus de Jaraguá | 0–1      | 1–1      |

### Semifinal
|  | Semifinal           | Semifinal        | Semifinal | Semifinal |       |                | Final | Final | Final | Final |
|  |                     |                  |           |           |       |                |       |       |       |       |
|  | Santa Catarina      | 1                | 0         | 1         |       |                |       |       |       |       |
|  | Camboriú            | 0                | 0         | 0         |       |                |       |       |       |       |
|  | Camboriú            | 0                | 0         | 0         |       | Santa Catarina | 0     | 1     | 1 (3) |       |
|  |                     |                  |           |           |       | Santa Catarina | 0     | 1     | 1 (3) |       |
|  |                     | Caravaggio (pen) | 0         | 1         | 1 (4) |                |       |       |       |       |
|  | Caravaggio          | Caravaggio (pen) | 0         | 1         | 1 (4) | 1              | 3     | 4     |       |       |
|  | Caravaggio          |                  |           |           |       | 1              | 3     | 4     |       |       |
|  | Juventus de Jaraguá | 2                | 1         | 3         |       |                |       |       |       |       |

## Final

### Partida de ida
| 17 de agosto | Caravaggio | 0 − 0          | Santa Catarina | Montanha, Nova Veneza                                                  |
| 15:00        |            | Súmula Borderô |                | Público: 962 Renda: R$ 17.012,50 Árbitro: SC Igor da Silva Albuquerque |

### Partida de volta
| 25 de agosto | Santa Catarina | 1 − 1          | Caravaggio           | Alfredo João Krieck, Rio do Sul                                      |
| 15:00        | Joanderson 17' | Súmula Borderô | 67' Daniel Felizardo | Público: 2 728 Renda: R$ 74.350,00 Árbitro: SC Cinésio Mendes Júnior |

|  |       | Penalidades |
|  | 3 – 4 |             |

## Premiação
| Campeão da Série B do Campeonato Catarinense de 2024 |
| ---------------------------------------------------- |
| Caravaggio Campeão (1º título)                       |

## Classificação final
| Pos | Equipes              | Pts | J  | V | E | D | GP | GC | SG | %  | Zona de classificação                              |
| --- | -------------------- | --- | -- | - | - | - | -- | -- | -- | -- | -------------------------------------------------- |
| 1   | Caravaggio           | 22  | 13 | 6 | 4 | 3 | 21 | 13 | +8 | 56 | Campeão e classificado para a Série A de 2025      |
| 2   | Santa Catarina       | 25  | 13 | 6 | 7 | 0 | 15 | 7  | +8 | 64 | Vice-campeão e classificado para a Série A de 2025 |
| 3   | Juventus de Jaraguá  | 19  | 13 | 5 | 4 | 4 | 16 | 17 | −1 | 49 | Eliminados nas semifinais                          |
| 4   | Camboriú             | 15  | 13 | 4 | 3 | 6 | 7  | 11 | −4 | 38 | Eliminados nas semifinais                          |
| 5   | Carlos Renaux        | 19  | 11 | 5 | 4 | 2 | 11 | 7  | +4 | 58 | Eliminados nos playoffs                            |
| 6   | Atlético Tubarão     | 16  | 11 | 4 | 4 | 3 | 15 | 9  | +6 | 48 | Eliminados nos playoffs                            |
| 7   | Blumenau             | 8   | 9  | 2 | 2 | 5 | 12 | 18 | −6 | 30 |                                                    |
| 8   | Metropolitano        | 8   | 9  | 1 | 5 | 3 | 6  | 10 | −4 | 30 |                                                    |
| 9   | Guarani de Palhoça   | 7   | 9  | 1 | 4 | 4 | 4  | 7  | −3 | 26 | Rebaixados para a Série C de 2025                  |
| 10  | Atlético Catarinense | 6   | 9  | 1 | 3 | 5 | 7  | 15 | −8 | 22 | Rebaixados para a Série C de 2025                  |

## Público
Médias de público
Estas são as médias de público dos clubes no campeonato. Considera-se apenas os jogos da equipe como mandante com público pagante e não pagante:
| Pos. | Equipe               | Média | Total  | Mandos | Maior | Menor |
| ---- | -------------------- | ----- | ------ | ------ | ----- | ----- |
| 1    | Santa Catarina       | 1 853 | 12 974 | 7      | 2 728 | 1 389 |
| 2    | Juventus de Jaraguá  | 1 196 | 8 370  | 7      | 2 306 | 305   |
| 3    | Atlético Tubarão     | 876   | 4 379  | 5      | 1 371 | 612   |
| 4    | Caravaggio           | 636   | 3 817  | 6      | 1 083 | 272   |
| 5    | Camboriú             | 444   | 3 111  | 7      | 883   | 207   |
| 6    | Metropolitano        | 307   | 1 229  | 4      | 533   | 121   |
| 7    | Guarani de Palhoça   | 153   | 458    | 3      | 188   | 111   |
| 8    | Blumenau             | 135   | 541    | 4      | 146   | 126   |
| 9    | Atlético Catarinense | 132   | 658    | 5      | 281   | 57    |
| 10   | Carlos Renaux        | 97    | 485    | 5      | 195   | 23    |